# Hatschekia nohu
Hatschekia nohu is een eenoogkreeftjessoort uit de familie van de Hatschekiidae. De wetenschappelijke naam van de soort is voor het eerst geldig gepubliceerd in 1986 door Villalba.